# Pudoare

Pudoarea (La Pudeur)
sculptură de Jean-Louis Jaley (1802-1866), Muzeul Luvru.

Pudoare (din latină pudor prin franceză pudeur) (sinonim pudicitate) este un sentiment de sfială, de jenă, de decență manifestat în comportarea cuiva, iar prin extensie, desemnează curățenie morală, castitate, virginitate, inocență, bună-cuviință.

## Cauzele istorice ale pudorii
Se consideră că atitudinea pudică oferea în trecut, ca și în prezent două avantaje contradictorii, în cazul contactului dintre indivizii de sex opus: 
- 1. Reducerea stimulării eroticte vizuale. Deoarece omul, spre deosebire de celelalte mamifere, este permanent receptiv sexual, și nu numai în perioada de rut, în lipsa pudicității, stimularea vizuală erotică ar fi putut conduce la o permanentă tensionare a „masculilor” interesați. În felul acesta, pe de o parte, ar fi crescut agresivitatea și numărul actelor de violență în cadrul grupurilor sau comunităților și, pe de altă parte, în lipsa atitudinii pudice feminine, femeile ar fi riscat să fie deseori violate de bărbați diferiți, printre care unii putea fi purtători ai unor gene dezavantajoase pentru specie.
- 2. Creșterea interesului pentru actul intim. Oamenii primitivi care trăiau în grupuri și cete treceau adesea prin perioade dificile, în care interesul erotic era foarte scăzut, mai ales la bărbați. În aceste situații, ascunderea parțială a „fructului oprit” avea efect erogen, deoarece tot ce pare ascuns, secret și interzis trezește un interes sporit. Acest aspect contribuia activ la creșterea natalității atunci când numărul de nașteri era în scădere, fie din cauza inhibării instinctului sexual masculin, fie din cauza reducerii numărului de bărbați, ca urmare a războaielor dintre triburi.

## Pudibonderie
Pudibonderie (din franceză pudibonderie) este un termen livresc ce desemnează o afectare a unei pudori exagerate.
Prima atestare a cuvântului în franceză, în 1842, făcea referire la pudibonderia englezească:
«Les rives de la Tamise, qui, chaque année, nous expédient une colonie de blonds insulaires, heureux d'échapper au chit-chat et à la pudibonderie anglaise, pour prendre part aux saturnales de la vieille gaîté gauloise.», adică:
„Malurile Tamisei ne trimit în fiecare an o colonie de blonzi insulari, bucuroși să scape de pălăvrăgeala inconsistentă și pudibonderia engleză, spre a lua parte la saturnaliile vechii exuberanțe galice“.

## Exemple de pudibonderie
Câteva fotografii realizate pentru campania “Breast Cancer Awareness Body Painting”, postate pe Facebook cu scopul de a promova un proiect privind cancerul la sân, au fost interzise de către reprezentanții companiei, cu motivarea că aceste imagini încalcă regulamentul: ”Pe Facebook nu se postează conținut pornografic, incitant, violent sau care conține nuditate”.
Câțiva utilizatori chinezi de internet, nemulțumiți de cenzura aplicată conținuturilor online considerate “vulgare” de autoritățile de la Beijing, au protestat împotriva acestei pudibonderii suprapunând obiecte de îmbrăcăminte peste imagini ale unor faimoase nuduri renascentiste.

## Opinii
- Decența nu înseamnă deloc pudibonderie. Ce e de spus se spune fără fasoane stilistice. Decența înseamnă absența totală a vulgarității. Citești și intuiești fără greutate că actul ca atare e trăit și explicat profund. (Nicolae Manolescu în critica romanului Intermezzo. Graziella de Marin Mincu [7])
- Toți sunt la fel de doritori de câștig și avuție (chiar dacă unii din falsă pudibonderie și pedanterie vor mima gentilomisme și delicatețuri de operetă) și vor face totul ca să le obțină.[8]
- Sunt la mare modă prozatorii tineri și dezinhibați, care nu se feresc s-o spună pe șleau dacă vine vorba, care folosesc cu insistență tocmai cuvintele care multă vreme au lipsit din dicționare, pe care atunci când eram copiii le foloseam doar în spatele casei când fumam chiștoace recuperate, și pentru care eram îndeobște pedepsiți dacă ajungeau la urechea celor mari. Deceniile de pudibonderie socialistă au creat o adevărată apetență pentru acest limbaj, problematica sexuală și limbajul de cartier au devenit un nou teren (oarecum viran) al libertății, pe care scriitorii se grăbesc să-l recupereze. (Alexandru Vlad: Gramatica diavolului, în Vatra, Nr. 3-4/2005[9])
- Dar e vina mea că mi i-am închipuit pe americani deschiși, direcți, insolent de sinceri? Adevărul e că e greu de găsit un amestec mai straniu de dezinvoltură aparentă și de ipocrizie puritană, de pudibonderie, ascunzând, adesea, veritabile obsesii. (Octavian Paler: Aventuri solitare[10])
- Legislația românească interzice acordarea licenței de emisie pentru o televiziune cu programe pentru adulți, dar nu și retransmiterea acestor programe din alte țări sau producția de filme porno în Romania. Astfel se ajunge la situația în care operatorii de cablu importă filme românești pentru adulți, iar banii care ar putea intra în conturile statului sunt dați afară cu forța. În opinia Cristinei Trepcea, membru CNA, aceasta nu este decât “o pudibonderie caraghioasă pe care legea noastră o permite și o întreține“.[11]
- Asociația Mame pentru Mame o susține și o aplaudă pe actrița Aniela Petreanu care a dat o lecție de naturalețe și bune practici materne în Parlament când și-a alăptat fiul fără rețineri. Gestul firesc al unei mame responsabile a atras din păcate comentarii reprobabile din partea guvernanților noștri care au dat conotații sexuale sau au condamnat plini de pudibonderie alăptarea în public.[12]